# Campus
Oorspronkelijk uit het Latijn betekent campus eigenlijk letterlijk "open ruimte" of "veld". In het Nederlands wordt het vooral gebruikt als aanduiding voor een universiteitsterrein waarop woningen en voorzieningen voor zowel docenten als studenten aanwezig zijn.
Het concept waarbij alle gebouwen die bij een universiteit horen samen op een terrein worden gebouwd, ontstond in wat nu de Verenigde Staten is. Daar werden de nieuwe, particuliere universiteiten meestal op een geschonken stuk grond buiten de stad gebouwd. De term campus werd voor het eerst gebruikt in verband met het terrein van Princeton University in New Jersey in de jaren 1770. Sindsdien hebben alle Amerikaanse universiteiten een campus, sommigen meer dan een. Sommige campussen, die bij de oprichting buiten de stad lagen, zijn nu door de groeiende steden omringd, zoals de campus van Columbia University in New York.
In het Verenigd Koninkrijk werden na de Tweede Wereldoorlog de nieuwe universiteiten niet langer door de stad heen verspreid gebouwd, maar kregen ze een locatie aangewezen. Op deze locatie werden dan naast de standaard universiteitsgebouwen ook voorzieningen als sportcentra, woningen en bibliotheken gebouwd. Een voorbeeld hiervan is de universiteit van York. In eerste instantie keken de traditionele universiteiten wat neer op deze nieuwe leercentra, maar inmiddels behoort een aantal ervan tot de meest prestigieuze ter wereld.

## Nederland

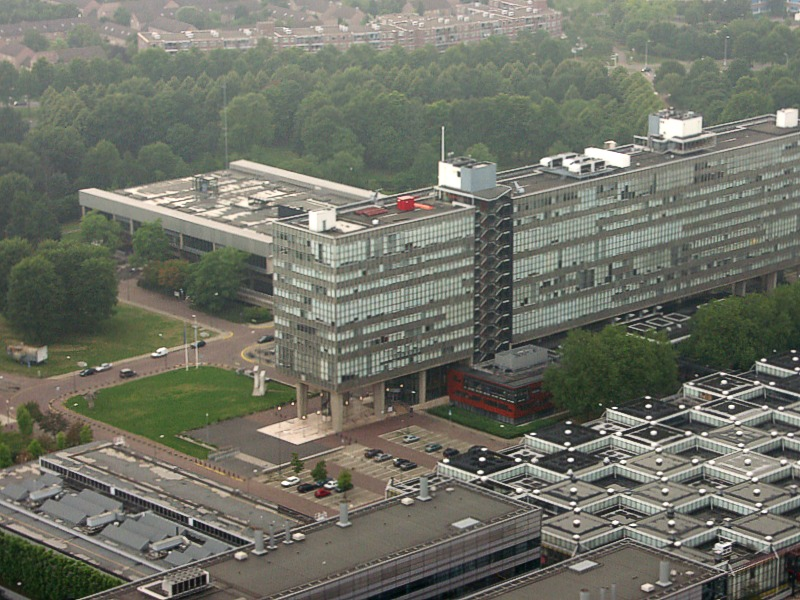
Campus van de Technische Universiteit Eindhoven

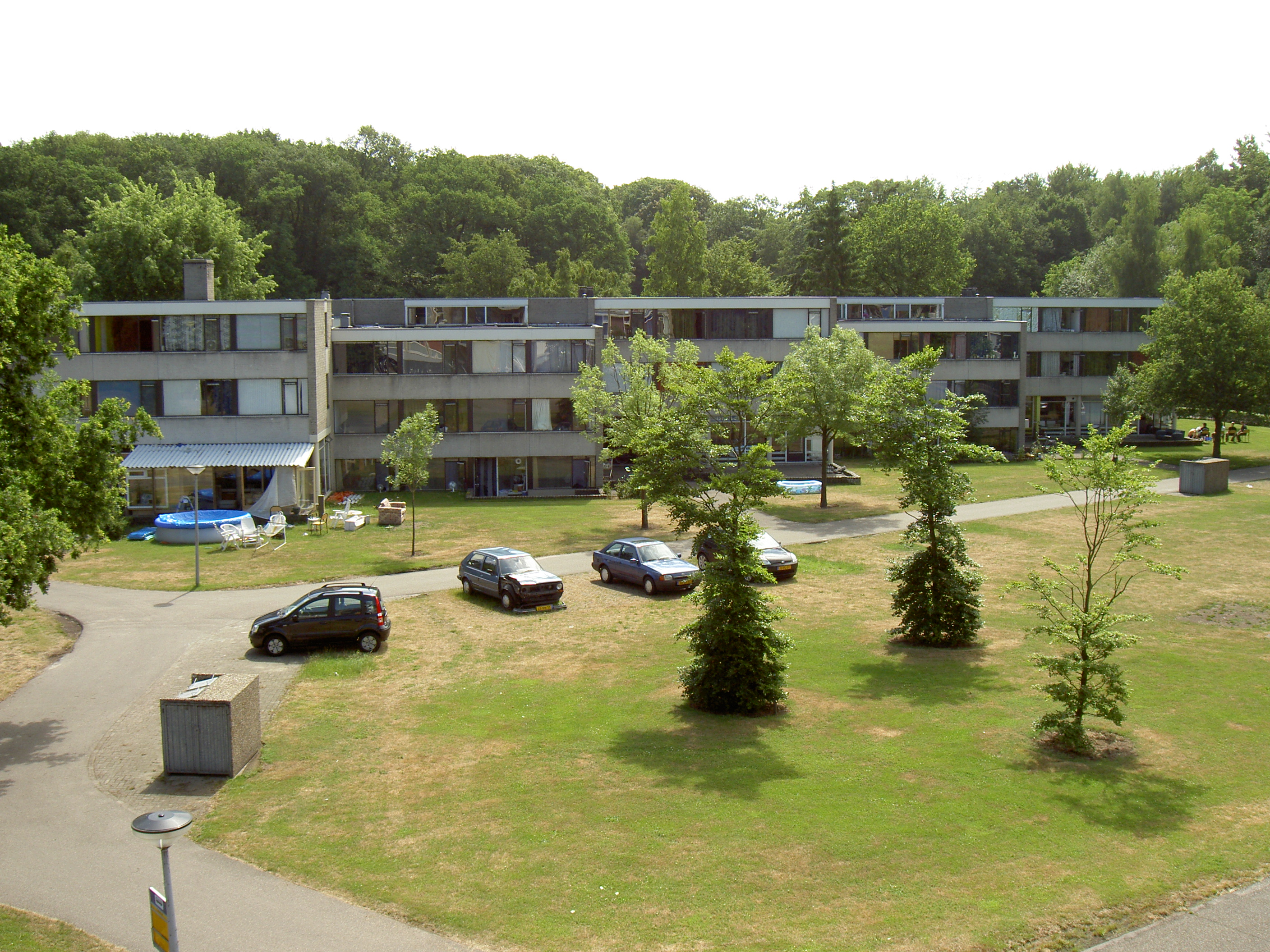
Deel van de campus van Universiteit Twente

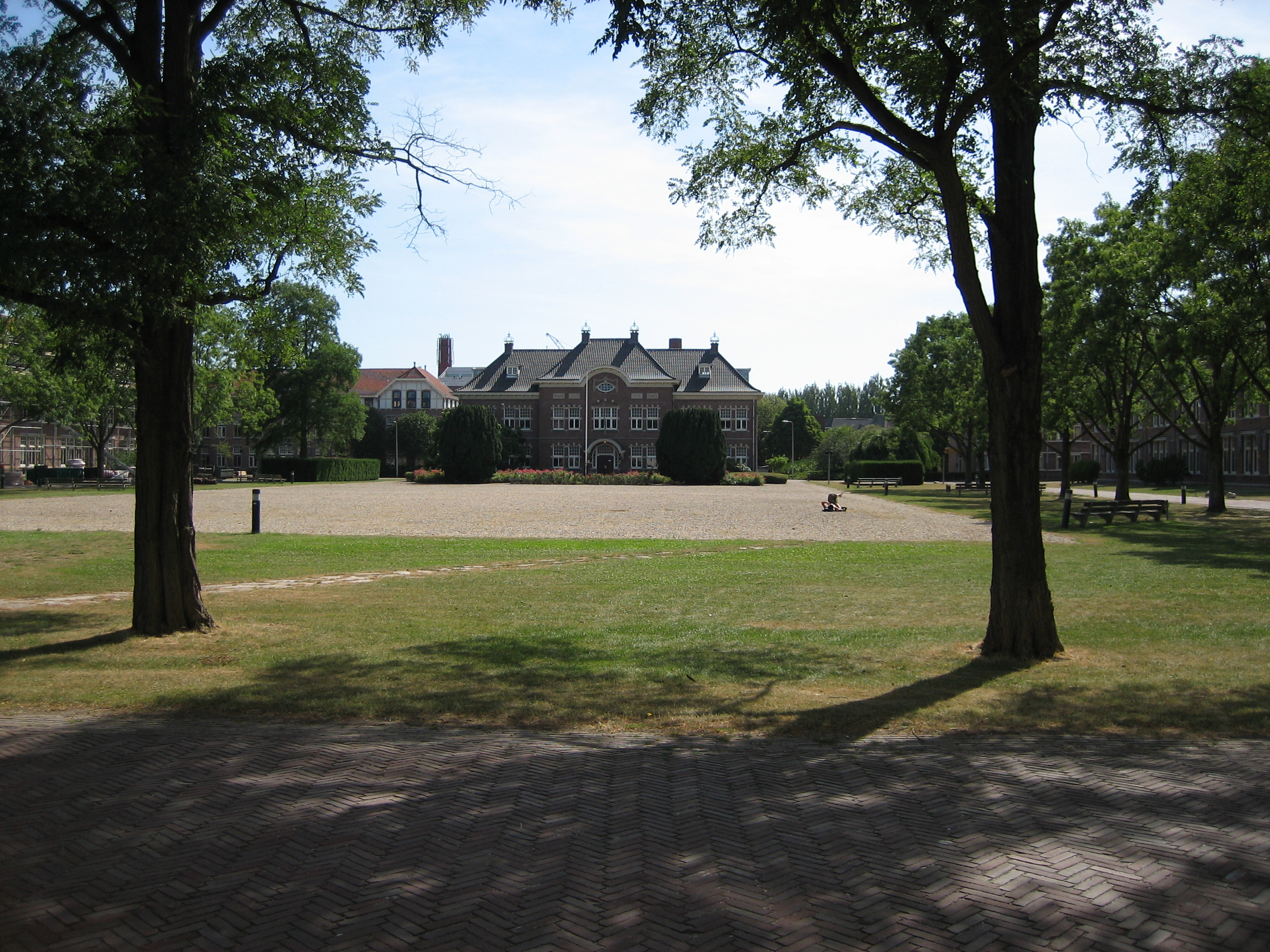
Campus van University College Utrecht

In Nederland bestaan in feite slechts twee campusuniversiteiten. Daarnaast zijn er diverse semi-campusuniversiteiten en een aantal kleinere universitaire instellingen die geheel of gedeeltelijk op een campus gehuisvest zijn.
- Campusuniversiteiten:
  - de Technische Universiteit Eindhoven, opgericht in 1956
  - de Universiteit Twente, opgericht in 1961
- Semi-campusuniversiteiten:
  - de Vrije Universiteit Amsterdam, opgericht in 1880
  - de Radboud Universiteit, opgericht in 1923
  - de Universiteit Wageningen, voorganger opgericht in 1876
  - Tilburg University, opgericht in 1927
- Kleinere universitaire campusinstellingen:
  - de Nyenrode Business Universiteit, opgericht in 1946
  - de Hotel Management School Maastricht, opgericht in 1950
  - het University College Utrecht opgericht in 1998
  - het University College Roosevelt, opgericht in 2004
  - het Amsterdam University College, opgericht in 2009 en sinds 2012 campuscollege

### Echtecampusuniversiteiten
De campus van de Universiteit Twente (UT) was de eerste echte campusuniversiteit van Nederland, vergelijkbaar met die van typische campusuniversiteiten in Amerika. Gerrit Berkhoff, de eerste rector magnificus, ging er speciaal naartoe om inspiratie op te doen. Bij de oprichting van de universiteit in het begin van de jaren zestig van de 20e eeuw was de gedachte dat een campus, waarin alle voorzieningen aanwezig waren voor studie- en sociale activiteiten tijdens de hele studieduur, ten goede kwam aan de studie en de geestelijke vorming van de student. De filosofie dat de volledige studententijd zich op de campus moet voltrekken werd in de loop der jaren losgelaten. Desalniettemin zijn alle faculteiten, studentenwoningen, sportvoorzieningen en andere voorzieningen - zoals een huisarts, een tandarts en winkels - verspreid over de beboste en ruim opgezette campus van de UT te vinden.
De Technische Universiteit Eindhoven (TU/e) heeft alle universiteitsgebouwen, waaronder bibliotheken, onderzoekscentra, sportcentra en overige faciliteiten, geconcentreerd op een campus rond de rivier de Dommel. Ook zijn er kappers, uitzendbureaus en andere winkels te vinden. Met het project "Campus 2020" wil de TU/e de universiteitsgebouwen op de campus nog dichter bij elkaar brengen en wordt het park aan de kant van het station doorgetrokken tussen de faculteiten en onder het hoofdgebouw door. Er zijn verscheidene tijdelijke woonunits op de campus, en in 2011 is bekend geworden dat de universiteit en de gemeente Eindhoven het eens zijn geworden over de bouw van permanente woningen voor studenten op de campus.

### Semicampusuniversiteiten
De Vrije Universiteit (VU) in Amsterdam is eind 19e eeuw begonnen aan de Keizersgracht in Amsterdam, en verspreidde zich over verschillende plaatsen in de stad. Vanaf de jaren vijftig verhuisde ze stap voor stap naar de wijk Buitenveldert. Door plaatsgebrek op het terrein aan de De Boelelaan was het niet mogelijk het hele universitaire leven hier te concentreren. Zo bevindt de studentencampus Uilenstede, op de grens van Amsterdam en Amstelveen, zich op enige afstand van de universiteitscampus.
De campus van de Radboud Universiteit (RU) in Nijmegen, diverse keren uitgeroepen tot groenste campus van Europa, bestrijkt bijna de gehele wijk Heijendaal, het vroegere Landgoed Heyendaal, en bestaat uit Heyendaal-Zuid, Heyendaal-Oost en het Radboudumc. Op het terrein van het Radboudumc staan dienstwoningen, twee hotels voor personeel en gasten en de studentenkerk. Heyendaal-Zuid huisvest een aantal faculteiten van de RU. Het hoogste gebouw van Nijmegen, het Erasmusgebouw (88 meter hoog), staat hier, alsmede diverse horeca- en detailhandelszaken. Op Heyendaal-Oost staan veel onderzoekslaboratoria, alsmede het studentencomplex Sterrenbosch. In de nabijheid hiervan ligt het universitair sportcentrum Heyendaal-Zuid. Doordat de meeste Nijmeegse studenten niet op Heijendaal wonen en de universiteit gedeeltelijk ook elders is gevestigd, geldt de universiteit slechts ten dele als campusuniversiteit.
De Universiteit Maastricht was aanvankelijk eveneens als campusuniversiteit gedacht, waarvoor in Randwyck een groot terrein was gereserveerd. Later werd gekozen voor huisvesting in leegstaande historische gebouwen in het centrum van de stad, met name in leegstaande kloosters. Op de campus in Randwyck zijn alleen de faculteiten geneeskunde en gezondheidszorg, psychologie en exacte wetenschappen gevestigd, alsmede onderdelen van Zuyd Hogeschool en enkele studentenwoningcomplexen (zie ook Calatrava-campus).
In het relatief kleine Wageningen liggen de gebouwencomplexen van de universiteit op vrij korte afstand van elkaar, maar van een echte campusuniversiteit is geen sprake. In de jaren 1970 werden vijf studentenflats, de bekende sterflats, als 'bakens' aan de toenmalige stadsrand toegevoegd. De moderne onderwijs- en onderzoekscampus Wageningen Campus werd ten noorden daarvan gerealiseerd.
Tilburg University heeft zich goeddeels ontwikkeld tot een campusuniversiteit, sinds de instelling in 1962 is gevestigd aan de rand van het landschapspark Oude Warande, ten westen van de binnenstad. Op de groene, licht glooiende campus zijn alle faculteiten en onderwijsgebouwen gevestigd, horecavoorzieningen en detailhandel, waaronder een supermarkt. Flankerend aan de campus bevinden zich meerdere studentenflats, de studentenkerk en een groot sportcomplex. De campus ontwikkelt zich in oostelijke richting, waarbij langs een 'kennisas' meerdere studentencomplexen worden gebouwd.
Bijna alle Nederlandse universiteiten beschikken over een of meer campusfaciliteiten buiten het centrum van de stad. De Universiteit van Amsterdam (UvA), de Technische Universiteit Delft (TU Delft), de Universiteit Utrecht (UU) en de Rijksuniversiteit Groningen (RUG) zijn vanouds binnenstadsuniversiteiten, maar door de sterke toename van het aantal studenten in de afgelopen decennia, zijn nieuwe universiteitsgebouwen en studentenfaciliteiten vooral gerealiseerd op campusachtige uitbreidingen aan de rand van de stad, respectievelijk Science Park Amsterdam, de TU-wijk Wippolder (Delft), De Uithof (Utrecht) en het Zernikecomplex (Groningen). Op laatstgenoemde campus is ook een deel van de Hanzehogeschool Groningen gevestigd; in bovengenoemd Science Park is tevens het Amsterdam University College gevestigd. Op deze campus is bovendien een tamelijk recente ontwikkeling waar te nemen waarbij universiteiten en bedrijven samenwerken bij het ontwikkelen en vermarkten van nieuwe producten.

## België
In België is Louvain-la-Neuve het bekendste voorbeeld, maar ook de gebouwen van de Universiteit Hasselt of de Vrije Universiteit Brussel bevinden zich op één of twee campussen, in het geval van de VUB ook met woongelegenheden. De KULAK (de Kortrijkse afdeling van de Katholieke Universiteit Leuven) ligt op een campus buiten de binnenstad (op Hoog Kortrijk) en bevat ook verschillende woongelegenheden (studentendorp en twee studentenflats).
In Vlaanderen wordt de term campus ook gebruikt als "locatie waar opleidingen gegeven worden". Zo zijn er universiteiten en hogescholen die verspreid over verschillende campussen hun opleidingen organiseren. Zo spreekt bijvoorbeeld de Katholieke Universiteit Leuven van haar "stadscampus", campus "Gasthuisberg" en campus "Arenberg" in Heverlee.